# Stamnodes marinata
Stamnodes marinata är en fjärilsart som beskrevs av Wright 1920. Stamnodes marinata ingår i släktet Stamnodes och familjen mätare. Inga underarter finns listade i Catalogue of Life.